# I'm waiting for the man
I'm waiting for the man is een nummer van de Amerikaanse experimentele-rockgroep The Velvet Underground. Het is het tweede nummer van het album The Velvet Underground & Nico uit 1967 en werd in 2011 door Rolling Stone verkozen tot 161e beste nummer aller tijden.

## Achtergrond
I'm waiting for the man werd geschreven door Lou Reed vanuit het perspectief van een man, die met 26 dollar op zak door New York reist voor een afspraak met zijn drugdealer. De verteller reist per metro via Lexington Avenue en 125th Street naar de zwarte wijk Harlem, alwaar hij moet wachten op "de man", die altijd te laat is. Reed zei over de tekst: "alles in dat lied is echt, behalve de prijs."
Op een demo uit de zomer van 1965 wordt het nummer vertolkt als een folklied, met de invloed van Bob Dylan duidelijk hoorbaar. De uiteindelijke versie is een stampend protopunknummer met een constant herhalende gitaarriff, barrelhousepiano en dreunende percussie.
In 2005 maakte de Franse technoartiest Laurent Garnier een ludieke knipoog aan het nummer in zijn Waiting for my plane. In 2008 zette David Bowie een liveversie van het nummer op zijn album Live Santa Monica '72.

## Bezetting
- Lou Reed - zang, gitaar
- John Cale - piano, basgitaar
- Sterling Morrison - slaggitaar
- Maureen Tucker - drumstel, tamboerijn